# 冨士本由紀
冨士本 由紀（ふじもと ゆき、1955年5月15日-）は、日本の小説家、コピーライター。『包帯をまいたイブ』で第7回小説すばる新人賞を受賞。

## 経歴・人物
島根県松江市生まれ。小学校を卒業するまでは宍道湖のそばに住み、中学・高校時代は、小泉八雲記念館のそばに住んでいたという。関西女子美術短期大学（現宝塚大学）卒業。広告製作プロダクション、広告代理店勤務を経て、フリーのコピーライターとなる。1994年、『包帯をまいたイブ』（受賞時に「アルテミスたちの事情」から改題）で第7回小説すばる新人賞を受賞する（同時受賞は上野歩『恋人といっしょになるでしょう』）。1995年、同作が刊行、小説家デビューを果たす。

## 作品リスト
- 『包帯をまいたイブ』（1995年1月 集英社 / 2000年1月 集英社文庫）
- 『つめたい彼女のつめたい悩み』（1995年8月 集英社）
- 『けだるい無性』（1997年7月 集英社）
- 『氷砂糖』（2000年6月 集英社）『ひとさらいの夏』（2010年 双葉文庫）
- 『圏外同士』（2006年4月 集英社）
- 『しあわせと勘違いしそうに青い空』（2009年7月 双葉社）
  - 【改題】勘違いしそうに青い空（2012年7月 双葉文庫）

### アンソロジー
「」内が収録されている冨士本由紀の作品
- ザ・ベストミステリーズ 1999 推理小説年鑑（1999年6月 講談社）「氷砂糖」
  - 【分冊・改題】殺人買います ミステリー傑作選41（2002年8月 講談社文庫）